# Рудий Байрак
Руди́й Ба́йрак — село в Україні, у Валківській міській громаді Богодухівського району Харківської області. Населення становить 48 осіб. До 2020 орган місцевого самоврядування — Заміська сільська рада.

## Географія
Село Рудий Байрак знаходиться на початку балки Куций Яр між селами Заміське і Минківка, на відстані 2 км розташовані села Мала Кадигробівка, Косенкове і Яхременки.

## Історія
12 червня 2020 року, розпорядженням Кабінету Міністрів України № 725-р «Про визначення адміністративних центрів та затвердження територій територіальних громад Харківської області», увійшло до складу Валківської міської громади.
19 липня 2020 року, в результаті адміністративно-територіальної реформи та ліквідації Валківського району, село увійшло до складу Богодухівського району.

## Відомі люди
Уродженцем села є Данильченко Іван Андрійович (1914—1981) — Герой Радянського Союзу.